# Sous rature
Sous rature es una herramienta filosófica originalmente formulada por Martin Heidegger. Usualmente traducido como 'under erasure' en el idioma inglés (bajo el borrado o en el borrado), se trata del paso de una palabra dentro de un texto, pero que le permite permanecer legible y en su lugar.  Es usada extensamente por Jacques Derrida, como "todavía inadecuada pero necesaria"; es decir, no es completamente apropiado por el concepto que representa, pero debe ser usado por las restricciones que nuestro lenguaje ofrece de la mejor forma posible.
En la filosofía de la deconstrucción, sous rature ha sido descrita como la expresión tipográfica que busca identificar sitios dentro de los textos con términos encrucijados y conceptos probablemente paradójicos o indeterminados.

## Historia
Sous rature como una práctica literaria originó en los escritos del filósofo alemán Martin Heidegger (1889–1976). La práctica de poner en escrito la palabra "bajo el borrado" o términos bajo la figura de sous rature apareció por primera vez en el libro "Conceptos fundamentales de la metafísica", libro que Heidegger publicó con los apuntes del curso 1929/30 y subsecuentemente en una carta dirigida a Ernst Jünger en 1956 titulada "Zur Seinsfrage" (La cuestión del Ser), en donde Heidegger busca definir el nihilismo. En la carta, Heidegger comienza a especular acerca de la problemática para definir lo que sea, es decir dejar las palabras solas. En particular, el significado del término "Ser" está en lucha y Heidegger cruza por fuera la palabra, pero tanto el borrado como la palabra continúan. “Desde que la palabra es inexacta, se cruza por fuera. Desde que es necesaria, los restos se leen con claridad." De acuerdo con el modelo heideggeriano, "borrar" expresa el problema de la presencia y ausencia de significado en el lenguaje. Heidegger estaba dedicado a tratar de regresar a la ausencia del significado del presente significado y el lugar del término sous rature, y "simultáneamente reconocer y cuestionar los términos del significado y aceptar el uso".
El filósofo francés Jacques Derrida (1930–2004) adoptó este tecnicismo filosófico y así explorar las implicaciones que Heidegger "borra" y la aplicación de esta en la dimensión de la desconstucción filosófica. Derrida extiende el problema de la presencia y la ausencia, incluyendo la noción de que "borrar" no implica perder la presencia, sino preferir el potencial que imposibilita toda la presencia en conjunto. En otras palabras, el potencial de imposibilidad del "univocity" del significado siempre ha sido englobado por la palabra o el significado en primer lugar. En última instancia, Derrida fundamenta que no solo fueron los signos en particular que toman el lugar "bajo el borrado" sino también todo el sistema de signification.

## Ver
- Deconstrucción
- Crítica literaria
- Teoría literaria
- Posestructuralismo
- Semiótica

## Anexos
- Barry, P 2002, Beginning Theory: an introduction to literary and cultural theory, Manchester University Press, Manchester
- Belsey, C 2001, Critical Practice 2nd edn, Routledge, London
- Kaelin, EF & Burns, EJ 1999, Texts on Texts and Textuality: a phenomenology of literary art, Rodopi, New Jersey
- Kirwan, J 1990, Literature, Rhetoric, Metaphysics: literary theory and literary aesthetics, Routledge, London
- O’Driscoll, MJ 2002, After Post-structuralism: writing the intellectual history of theory, University of Toronto Press, Toronto
- Taylor, VE & Winquist, CE 2001, Encyclopaedia of Postmodernism, Taylor & Francis, London
- Derrida, J 1967, Of Grammatology, Johns Hopkins University Press, Baltimore